# Airâvata
Airâvata é um personagem da mitologia hindu.
O deus elefante e montaria de Indra.  Este elefante surgiu das águas quando os deuses agitaram o oceano, é por esta razão que seu nome é derivado de Iravat que significa produzido pelas águas. O elefante é a montaria de cada uma das oito deidades que presidem os oito pontos cardeais.
Lista das deidades
- (1) - Leste - INDRA
- (2) - Sudeste - AGNI
- (3) - Sul - YAMA
- (4) - Sudoueste - SURYA
- (5) - Oueste - VARUNA
- (6) - Noroeste - VAYU
- (7) - Norte - KUBERA
- (8) - Nordeste - SOMA

Cada uma destas deidades tem um elefante que defende e à protege.
O chefe deles é o Airâvata de Indra.  Ele é chamado de ARDH-MATANGA (elefante das nuvens), ARKASODARA (irmão do sol) e NAGA-MALLA (elefante combatente).  O nome da companheira elefanta de Airâvata é Abharamu.
Airâvata tem quatro pressas e tem um branco imaculado. Prithu, de acordo com a "vishnu purana", fez dele rei de todos os elefantes.  Como parte da lenda, Brahma segurou em suas mãos duas metades de um casca de ovo enquanto ele lia os hinos sagrados.  Da metade da casca segurada pela mão direita surgiram os oito elefantes incluindo Airâvata e da casca da mão esquerda oito vacas-elefantes.
Outro mito interessante diz que inicialmente todos os elefantes tinham asas, eles podiam voar pelos céus.  Uma vez um destes elefantes voadores pousou pesadamente sobre uma árvore abaixo da qual um sábio estava fazendo um puja. Os ramos da árvore se quebraram e o som perturbou o sábio.  A lenda fala que ele amaldiçoou todos os elefantes e eles perderam as suas asas.  Mas, entretanto eles não perderam a capacidade de fazer nuvens.
O culto dos elefantes brancos como deidades é amplamente praticado em algumas partes da Ásia como também na Tailândia e Burma.